# DHB-Pokal 2022/23
Die Handballspiele um den DHB-Pokal 2022/23 der Männer fanden von August 2022 bis April 2023 statt. Gewinner waren zum zweiten Mal die Rhein-Neckar Löwen.

## Spielzeit
Die erste Runde wurde vom 25. bis 29. August 2022 ausgespielt, die zweite Runde am 19./20. Oktober 2022 (mit 18 Erstligisten), das Achtelfinale am 21./22. Dezember 2022, das Viertelfinale am 4./5. Februar 2023 und das Final Four am 15./16. April 2023.
Sieger der Pokalspielzeit 2021/22 war der THW Kiel.

## Modus
Zunächst wurden 17 Mannschaften aus der 2. Bundesliga und elf Teams aus der 3. Liga nach regionalen Gesichtspunkten (Norden, Süden) in zwei Lostöpfe verteilt; dabei war die Ligazugehörigkeit der Vorsaison entscheidend. Daraus wurden 14 Partien der 1. Runde ausgelost.
Bei gleicher Spielklasse hat grundsätzlich die zuerst geloste Mannschaft Heimrecht, bei Mannschaften aus unterschiedlichen Spielklassen geht das Heimrecht an die unterklassige Mannschaft.
Gespielt wird im K.-o.-System. Sofern die reguläre Spielzeit unentschieden endet, gibt es eine Verlängerung, bleibt auch diese unentschieden ein Siebenmeterwerfen.

## Teilnehmer
Teilnehmer am DHB-Pokal sind die Vereine der 1. und der 2. Bundesliga sowie elf Vereine aus der 3. Liga, die sich über die Pokalrunde und die Aufstiegsrunde qualifizierten.
Sowohl für den Einstieg in die Pokalrunden als auch für das Heimrecht in den Runden ist die Liga-Zugehörigkeit der Vorsaison entscheidend. Die beiden Aufsteiger in die Bundesliga, VfL Gummersbach und ASV Hamm-Westfalen, traten als Zweitligisten des Vorjahres in der 1. Runde an, die beiden Absteiger aus der Bundesliga, HBW Balingen-Weilstetten und TuS N-Lübbecke, spielen erst in der 2. Runde. Nicht teilnahmeberechtigt waren allerdings die Absteiger aus der 2. Bundesliga.

## Hauptrunden

### 1. Runde
Die Spielpaarungen der 1. Runde im DHB-Pokal wurden am 28. Juli 2022 ausgelost. Die Runde wurde vom 26. bis 29. August 2022 ausgespielt. Der Gewinner jeder Partie zog in die 2. Runde des DHB-Pokals ein.
| Datum           | Heimmannschaft                  | Gastmannschaft                 | Ergebnis (Halbzeitstand) | Zuschauer |
| --------------- | ------------------------------- | ------------------------------ | ------------------------ | --------- |
| 26. August 2022 | VfL Pfullingen (3. Liga)        | TV Großwallstadt (2. Liga)     | 27:33 (15:19)            | 00420     |
| 26. August 2022 | SG Pforzheim/Eutingen (3. Liga) | Eulen Ludwigshafen (2. Liga)   | 30:36 (15:18)            | 00398     |
| 26. August 2022 | Wilhelmshavener HV (3. Liga)    | ASV Hamm-Westfalen (1. Liga)   | 25:35 (13:13)            | 00478     |
| 27. August 2022 | TuS Fürstenfeldbruck (3. Liga)  | DJK Rimpar Wölfe (2. Liga)     | 25:24 (12:13)            | 00200     |
| 27. August 2022 | TuS Vinnhorst (3. Liga)         | VfL Eintracht Hagen (2. Liga)  | 28:26 (13:12)            | 00431     |
| 27. August 2022 | OHV Aurich (3. Liga)            | VfL Lübeck-Schwartau (2. Liga) | 29:38 (17:20)            | 00310     |
| 27. August 2022 | SG Leutershausen (3. Liga)      | SG BBM Bietigheim (2. Liga)    | 27:34 (13:17)            | 00340     |
| 27. August 2022 | TuS 04 KL. Dansenberg (3. Liga) | HSC 2000 Coburg (2. Liga)      | 22:28 (09:14)            | 00335     |
| 27. August 2022 | TV 05/07 Hüttenberg (2. Liga)   | ThSV Eisenach (2. Liga)        | 40:39 (18:16)            | 00546     |
| 27. August 2022 | HSG Konstanz (2. Liga)          | VfL Gummersbach (1. Liga)      | 29:35 (11:18)            | 00850     |
| 28. August 2022 | 1. VfL Potsdam (2. Liga)        | TuSEM Essen (2. Liga)          | 32:27 (16:10)            | 00514     |
| 28. August 2022 | HC Elbflorenz (2. Liga)         | TSV Bayer Dormagen (2. Liga)   | 31:21 (16:10)            | 00520     |
| 28. August 2022 | MTV Braunschweig (3. Liga)      | Dessau-Roßlauer HV (2. Liga)   | 34:36 (16:19)            | 00365     |
| 29. August 2022 | HC Empor Rostock (2. Liga)      | HSG Nordhorn-Lingen (2. Liga)  | 22:20 (10:10)            | 00340     |

Hinweis: Die Angaben zur Ligazugehörigkeit beziehen sich auf die laufende Spielzeit; für die Vergabe des Heimspielrechts wurde die Ligazugehörigkeit der letzten Saison berücksichtigt.

### 2. Runde
In der 2. Runde spielen die Erstligisten, die in der 1. Runde ein Freilos hatten, und die vierzehn Sieger aus Runde 1.
Die Ansetzungen für die zweite Runde wurden am 31. August 2022 vor dem DHB-Supercup ermittelt, wobei Julian Weber die Lose zog.
| Datum             | Heimmannschaft (Liga)            | Gastmannschaft (Liga)              | Ergebnis (Halbzeitstand) | Zuschauer |
| ----------------- | -------------------------------- | ---------------------------------- | ------------------------ | --------- |
| 19. Oktober 2022  | HSC 2000 Coburg (2. Liga)        | TV Großwallstadt (2. Liga)         | 27:31 (14:12)            | 00854     |
| 19. Oktober 2022  | SG BBM Bietigheim (2. Liga)      | TV Hüttenberg (2. Liga)            | 31:26 (16:13)            | 00314     |
| 22. November 2022 | Eulen Ludwigshafen (2. Liga)     | SC Magdeburg (1. Liga)             | 30:35 (19:20)            | 01577     |
| 19. Oktober 2022  | HC Empor Rostock (2. Liga)       | VfL Gummersbach (1. Liga)          | 31:40 (15:19)            | 00423     |
| 20. Oktober 2022  | 1. VfL Potsdam (2. Liga)         | THW Kiel (1. Liga)                 | 23:38 (16:19)            | 02050     |
| 20. Oktober 2022  | TSV Hannover-Burgdorf (1. Liga)  | TVB Stuttgart (1. Liga)            | 26:20 (11:11)            | 02018     |
| 19. Oktober 2022  | TuS Fürstenfeldbruck (3. Liga)   | HSV Hamburg (1. Liga)              | 26:42 (13:20)            | 00800     |
| 19. Oktober 2022  | SG Flensburg-Handewitt (1. Liga) | Füchse Berlin (1. Liga)            | 34:32 (16:14)            | 05520     |
| 19. Oktober 2022  | HSG Wetzlar (1. Liga)            | HBW Balingen-Weilstetten (2. Liga) | 35:24 (17:14)            | 00663     |
| 2. November 2022  | SC DHfK Leipzig (1. Liga)        | Rhein-Neckar Löwen (1. Liga)       | 27:36 (15:16)            | 03853     |
| 19. Oktober 2022  | VfL Lübeck-Schwartau (2. Liga)   | TBV Lemgo Lippe (1. Liga)          | 23:32 (12:17)            | 01260     |
| 19. Oktober 2022  | HC Erlangen (1. Liga)            | MT Melsungen (1. Liga)             | 30:34 (14:17)            | 01450     |
| 19. Oktober 2022  | Dessau-Roßlauer HV (2. Liga)     | TuS N-Lübbecke (2. Liga)           | 34:30 (19:17)            | 00748     |
| 20. Oktober 2022  | HC Elbflorenz (2. Liga)          | GWD Minden (1. Liga)               | 25:24 (14:10)            | 01014     |
| 19. Oktober 2022  | TuS Vinnhorst (3. Liga)          | ASV Hamm-Westfalen (1. Liga)       | 22:25 (12:14)            | 00760     |
| 20. Oktober 2022  | Bergischer HC (1. Liga)          | Frisch Auf Göppingen (1. Liga)     | 32:26 (15:12)            | 01184     |

Hinweis: Die Angaben zur Ligazugehörigkeit beziehen sich auf die laufende Spielzeit; für die Vergabe des Heimspielrechts wurde die Ligazugehörigkeit der letzten Saison berücksichtigt.

### Achtelfinale
Bei der Auslosung der Partien des Achtelfinals am 21. Oktober 2022 wurden folgende Partien bestimmt. Die Lose wurden von Laetitia Quist und Malina Marie Michalczik gezogen. Zum Zeitpunkt der Auslosung waren zwei Partien der 2. Runde noch nicht gespielt.
| Datum             | Heimmannschaft         | Gastmannschaft        | Ergebnis (Halbzeitstand) | Zuschauer |
| ----------------- | ---------------------- | --------------------- | ------------------------ | --------- |
| 22. Dezember 2022 | SG Flensburg-Handewitt | HSV Hamburg           | 35:28 (18:12)            | 5631      |
| 22. Dezember 2022 | Dessau-Roßlauer HV     | TSV Hannover-Burgdorf | 27:29 (14:11)            | 2506      |
| 21. Dezember 2022 | ASV Hamm-Westfalen     | VfL Gummersbach       | 31:34 (14:16)            | 2367      |
| 21. Dezember 2022 | SC Magdeburg           | Bergischer HC         | 43:31 (22:16)            | 4561      |
| 21. Dezember 2022 | HC Elbflorenz          | TBV Lemgo Lippe       | 27:32 (16:17)            | 2585      |
| 22. Dezember 2022 | SG BBM Bietigheim      | THW Kiel              | 28:35 (14:18)            | 4018      |
| 22. Dezember 2022 | TV Großwallstadt       | HSG Wetzlar           | 23:25 (15:14)            | 2331      |
| 21. Dezember 2022 | MT Melsungen           | Rhein-Neckar Löwen    | 28:36 (12:18)            | 4406      |

### Viertelfinale
Die Auslosung der Viertelfinalspiele, die am 4. und 5. Februar 2023 ausgetragen wurden, fand am 23. Dezember 2022 in Köln statt. Das Spiel THW Kiel gegen SC Magdeburg wurde in der Hamburger Barclays Arena ausgetragen, weil die Kieler Wunderino Arena an diesem Termin belegt war.
| Datum           | Heimmannschaft         | Gastmannschaft     | Ergebnis (Halbzeitstand)   | Zuschauer |
| --------------- | ---------------------- | ------------------ | -------------------------- | --------- |
| 4. Februar 2023 | SG Flensburg-Handewitt | HSG Wetzlar        | 29:28 n. V. (25:25, 16:13) | 04.887    |
| 4. Februar 2023 | TSV Hannover-Burgdorf  | Rhein-Neckar Löwen | 25:31 (10:14)              | 07.820    |
| 5. Februar 2023 | THW Kiel               | SC Magdeburg       | 34:35 n. V. (29:29, 14:19) | 12.523    |
| 4. Februar 2023 | VfL Gummersbach        | TBV Lemgo Lippe    | 30:33 (14:18)              | 04.132    |

## Final Four
Beim Final Four wurden die Spiele des Halbfinales, das Spiel um Platz 3 und das Finale ausgetragen. Austragungsort war die Lanxess Arena in Köln.

### Halbfinale
| Datum          | Team 1                 | Team 2             | Ergebnis (Halbzeitstand) | Zuschauer |
| -------------- | ---------------------- | ------------------ | ------------------------ | --------- |
| 15. April 2023 | SG Flensburg-Handewitt | Rhein-Neckar Löwen | 31:38 (13:19)            | 19.750    |
| 15. April 2023 | SC Magdeburg           | TBV Lemgo Lippe    | 33:31 (17:14)            | 19.750    |

### Spiel um Platz 3
| Datum          | Team 1                 | Team 2          | Ergebnis (Halbzeitstand) | Zuschauer |
| -------------- | ---------------------- | --------------- | ------------------------ | --------- |
| 16. April 2023 | SG Flensburg-Handewitt | TBV Lemgo Lippe | 28:23 (17:11)            | 19.750    |

### Finale
| Datum          | Team 1             | Team 2       | Ergebnis (Halbzeitstand)          | Zuschauer |
| -------------- | ------------------ | ------------ | --------------------------------- | --------- |
| 16. April 2023 | Rhein-Neckar Löwen | SC Magdeburg | 36:34 n. S. (31:31, 27:27, 16:13) | 19.750    |